# Глина (річка)
Глина (хорв. Glina) — річка в центральній Хорватії та Боснії і Герцеговині, права притока Купи. Довжина річки — 100 км (62 миль), площа басейну — 1426 км² (551 квадратних миль).
Глина бере свій початок у гірських лісових районах на півночі Кордуну, на північний схід від Слуні, недалеко від села Glinsko Vrelo (укр.: «Глинське джерело»). Далі річка тече на північ, перш ніж повернути на схід біля села Veljunska Glina.
Досягнувши села Maljevac, розташованого поблизу кордону з Боснії і Герцеговині (на північ від Великої Кладуші), тече близько 18 км (11 миль) до села Katinovac. Там річка повертає на північний схід, проходить повз Топуско і, нарешті, однойменне місто Глина. Біля села Марінброд (Marinbrod) вона повертає на північ та впадає в річку Купа на північний захід від міста Слани.